# シブヤ・シネマ・ソサエティ
シブヤ・シネマ・ソサエティ (Shibuya Cinema Society) は、渋谷駅から徒歩5分、道玄坂の裏手の渋谷マークシティの並びにあった、かつて中央興業によって経営されていたミニシアターである。

## 概要
1999年4月9日にオープン。所在地は東京都渋谷区道玄坂1-18-3フジビル37のB1。通称「S.C.S」。総座席数104席。
過去のマイナーな作品や話題作、新進監督の作品などを主に上映した。時間帯別に上映作品が異なり、朝は「名画の時間」昼は「新作の時間」夜は「特集の時間」となっていた。「お客様と一緒に創っていく映画館」をコンセプトに毎回リクエストアンケートを実施。観客の意見が上映作品・劇場運営に反映される形式を採っていた。初上映作品は「追悼 木下惠介監督特集」の『カルメン故郷に帰る』だった。
経営する中央興業の廃業にともない経営譲渡。跡地には2005年12月24日からシネマ・アンジェリカがオープンしている。